# Peren (Distrikt)
Peren ist ein Distrikt im Westen des nordostindischen Bundesstaates Nagaland. Sitz der Verwaltung ist die gleichnamige Stadt Peren.

## Geografie
Der Distrikt liegt im Südwesten des Bundesstaats Nagaland. Nachbardistrikte sind Dimapur im Norden und Kohima im Nordosten. Im Osten, Südosten und Süden grenzt er an den Bundesstaat Manipur und im Westen und Nordwesten an den indischen Bundesstaat Assam. Der Distrikt hat eine Fläche von 1651 km². Das Gebiet ist gebirgig und liegt auf Höhen von 800 bis 2500 Metern über Meereshöhe. Höchster Punkt des Distrikts ist der Mount Paona.

## Geschichte
Der Distrikt teilt die Geschichte seiner Region und entstand durch ein Regierungsdekret vom 24. Oktober 2003 aus Teilen des bisherigen Distrikts Kohima. Genauer aus der Abspaltung der sechs Circles (Kreise) Athibung, Jalukie, Nsong, Pedi, Peren und Tening.

## Bevölkerung
Nach der Volkszählung 2011 hat der Distrikt Peren 95.219 Einwohner. Bei 58 Einwohnern pro Quadratkilometer ist der Distrikt nur dünn besiedelt. Der Distrikt ist überwiegend ländlich geprägt. Von den 95.219 Bewohnern wohnen 81.429 Personen (85,52 %) auf dem Land und 13.790 Menschen in städtischen Gemeinden.
Der Distrikt Peren gehört zu den Gebieten Indiens, die mehrheitlich von Angehörigen der „Stammesbevölkerung“ (scheduled tribes) besiedelt sind. Zu ihnen gehörten (2011) 84.242 Personen (88,47 Prozent der Distriktsbevölkerung). Es gibt keinen einzigen Dalit (scheduled castes) im Distrikt.
Die Bevölkerung besteht mehrheitlich aus Leuten, die im Distrikt geboren wurden. Von den Bewohnern sind 84.481 Personen (88,72 Prozent der Bewohner) im Distrikt geboren. Insgesamt 6.082 Personen wurden in anderen indischen Bundesstaaten geboren (darunter 3.491 Personen in Manipur, 1.861 Personen in Assam und 186 Personen in Bihar). Von den 428 im Ausland geborenen Personen sind 379 aus Nepal.

### Bevölkerungsentwicklung
Wie überall in Indien wächst die Einwohnerzahl im Distrikt Peren seit Jahrzehnten stark an. Die Zunahme betrug in den Jahren 2001–2011 allerdings nur 4,9 Prozent (4,91 %). In diesen zehn Jahren nahm die Bevölkerung um rund 4.500 Menschen zu. Die Entwicklung verdeutlicht folgende Tabelle:

### Bedeutende Orte
Im Distrikt gibt es mit dem Distrikthauptort Peren und Jalukie nur zwei Orte, die als Städte (notified towns) gelten.

### Bevölkerung des Distrikts nach Geschlecht
Der Distrikt hatte – für Indien üblich – seit 1981 stets deutlich mehr männliche als weibliche Einwohner. Bei den jüngsten Bewohnern (unter 7 Jahren) liegen die Anteile bei 51,68 % männlichen zu 48,32 % weiblichen Geschlechts.
| Verteilung der Bevölkerung nach Geschlecht im Distrikt Peren |                   |                   |                   |                   |                   |                   |                   |                   |                   |                   |                   |                   |
|                                                              | Volkszählung 1961 | Volkszählung 1961 | Volkszählung 1971 | Volkszählung 1971 | Volkszählung 1981 | Volkszählung 1981 | Volkszählung 1991 | Volkszählung 1991 | Volkszählung 2001 | Volkszählung 2001 | Volkszählung 2011 | Volkszählung 2011 |
| Anzahl                                                       | Anteil            | Anzahl            | Anteil            | Anzahl            | Anteil            | Anzahl            | Anteil            | Anzahl            | Anteil            | Anzahl            | Anteil            |                   |
| GESAMT                                                       | 11.666            | 100 %             | 16.674            | 100 %             | 29.984            | 100 %             | 56.511            | 100 %             | 90.766            | 100 %             | 99.219            | 100 %             |
| Männer                                                       | 5.781             | 49,55 %           | 8.411             | 50,44 %           | 15.611            | 52,06 %           | 29.694            | 52,55 %           | 46.642            | 51,39 %           | 49.714            | 52,21 %           |
| Frauen                                                       | 5.885             | 50,45 %           | 8.263             | 49,56 %           | 14.373            | 47,94 %           | 26.817            | 47,45 %           | 44.124            | 48,61 %           | 45.505            | 47,79 %           |

### Bevölkerung des Distrikts nach Sprachen
Die Bevölkerung des Distrikts Peren ist sprachlich gemischt. Eine knappe Mehrheit spricht Zeliang. Den drei stärksten Sprachgruppen Zeliang, Zemi und Kuki gehören aber fast 79 Prozent der Einwohnerschaft an. Mit Ausnahme von Bengali und Nepali sind die Zuwanderersprachen nur schwach vertreten. Alle von mehr als 1000 Personen gesprochene Sprachen zeigt die folgende Tabelle:
| Jahr                                   | Zeliang | Zeliang | Zemi   | Zemi  | Kuki  | Kuki  | Rongmei | Rongmei | Liangmei | Liangmei | Nepali | Nepali | Bengali | Bengali | Chakhesang | Chakhesang | Ao    | Ao   | Gesamt | Gesamt   |
| Jahr                                   | Zahl    | %       | Zahl   | %     | Zahl  | %     | Zahl    | %       | Zahl     | %        | Zahl   | %      | Zahl    | %       | Zahl       | %          | Zahl  | %    | Zahl   | %        |
| -------------------------------------- | ------- | ------- | ------ | ----- | ----- | ----- | ------- | ------- | -------- | -------- | ------ | ------ | ------- | ------- | ---------- | ---------- | ----- | ---- | ------ | -------- |
| 2011                                   | 54.467  | 57,20   | 10.823 | 11,37 | 9.666 | 10,15 | 3.757   | 3,95    | 3.658    | 3,84     | 2.422  | 2,54   | 1.843   | 1,94    | 1.594      | 1,67       | 1.030 | 1,08 | 95.219 | 100,00 % |
| Quelle: Ergebnis der Volkszählung 2011 |         |         |        |       |       |       |         |         |          |          |        |        |         |         |            |            |       |      |        |          |

### Bevölkerung des Distrikts nach Bekenntnissen
Die tibetoburmanischen Bewohner sind in den letzten 100 Jahren fast gänzlich zum Christentum übergetreten. Die bedeutendsten Gemeinschaften innerhalb des Christentums sind die Presbyterianer (Reformierte), Baptisten und Katholiken. Die Hindus und Muslime bilden kleinere religiöse Minderheiten und sind hauptsächlich Zugewanderte aus anderen Regionen Indiens und aus Bangladesch. Die genaue religiöse Zusammensetzung der Bevölkerung zeigt folgende Tabelle:
| Jahr                                   | Buddhisten | Buddhisten | Christen | Christen | Hindus | Hindus | Jainas | Jainas | Muslime | Muslime | Sikhs | Sikhs | Andere | Andere | keine Angaben | keine Angaben | Gesamt | Gesamt   |
| Jahr                                   | Zahl       | %          | Zahl     | %        | Zahl   | %      | Zahl   | %      | Zahl    | %       | Zahl  | %     | Zahl   | %      | Zahl          | %             | Zahl   | %        |
| -------------------------------------- | ---------- | ---------- | -------- | -------- | ------ | ------ | ------ | ------ | ------- | ------- | ----- | ----- | ------ | ------ | ------------- | ------------- | ------ | -------- |
| 2011                                   | 459        | 0,48       | 86.145   | 90,47    | 4.076  | 4,28   | 10     | 0,01   | 1.850   | 1,94    | 15    | 0,02  | 2.493  | 2,62   | 171           | 0,18          | 95.219 | 100,00 % |
| Quelle: Ergebnis der Volkszählung 2011 |            |            |          |          |        |        |        |        |         |         |       |       |        |        |               |               |        |          |

## Bildung
Dank bedeutender Anstrengungen ist die Alphabetisierung in den letzten Jahrzehnten stark gestiegen. Im städtischen Bereich können sechs von sieben Personen lesen und schreiben. Auf dem Land können fast 77 Prozent lesen und schreiben. Typisch für indische Verhältnisse sind die starken Unterschiede zwischen den Geschlechtern und der Stadt-/Landbevölkerung.
| Alphabetisierung im Distrikt Peren     |                   |                   |
| Einheit                                | Volkszählung 2011 | Volkszählung 2011 |
| Einheit                                | Anzahl            | Anteil            |
| GESAMT                                 | 62.204            | 77,95 %           |
| Männer                                 | 34.584            | 82,84 %           |
| Frauen                                 | 27.620            | 72,58 %           |
| STADT GESAMT                           | 9.849             | 85,55 %           |
| Stadt-Männer                           | 5.184             | 90,60 %           |
| Stadt-Frauen                           | 4.665             | 80,57 %           |
| LAND GESAMT                            | 52.355            | 76,66 %           |
| Land-Männer                            | 29.400            | 81,61 %           |
| Land-Frauen                            | 22.955            | 71,14 %           |
| Quelle: Ergebnis der Volkszählung 2011 |                   |                   |

## Verwaltungsgliederung
Der Distrikt war bei der letzten Volkszählung 2011 in sieben Circles (Kreise) aufgeteilt.
| Bevölkerung in den Circles |          |          |         |         |              |              |        |         |        |         |        |         |        |         |
|                            | Athibung | Athibung | Jalukie | Jalukie | Kebai Khelma | Kebai Khelma | Nsong  | Nsong   | Pedi   | Pedi    | Peren  | Peren   | Tening | Tening  |
| Anzahl                     | Anteil   | Anzahl   | Anteil  | Anzahl  | Anteil       | Anzahl       | Anteil | Anzahl  | Anteil | Anzahl  | Anteil | Anzahl  | Anteil |         |
| GESAMT                     | 13.950   | 100 %    | 28.391  | 100 %   | 3.012        | 100 %        | 5.200  | 100 %   | 10.105 | 100 %   | 8.697  | 100 %   | 25.864 | 100 %   |
| Männer                     | 7.530    | 53,98 %  | 14.750  | 51,95 % | 1.564        | 51,93 %      | 2.676  | 51,46 % | 5.330  | 52,74 % | 4.345  | 49,96 % | 13.519 | 52,27 % |
| Frauen                     | 6.420    | 46,02 %  | 13.641  | 48,05 % | 1.448        | 48,07 %      | 2.524  | 48,54 % | 4.775  | 47,26 % | 4.352  | 50,04 % | 12.345 | 47,73 % |
| Stadt                      | 0        | 0 %      | 8.706   | 30,66 % | 0            | 0 %          | 0      | 0 %     | 0      | 0 %     | 5.084  | 58,46 % | 0      | 0 %     |
| Land                       | 13.950   | 100 %    | 19.685  | 69,34 % | 3.012        | 100 %        | 5.200  | 100 %   | 10.105 | 100 %   | 3.613  | 41,54 % | 25.864 | 100 %   |